# 窄叶泽泻
窄叶泽泻（学名：[Alisma canaliculatum] 错误：{{Lang}}：文本有斜体标记（帮助））是泽泻科泽泻属的植物。分布于日本以及中国大陆的安徽、浙江、江西、湖南、四川、湖北、江苏等地。它生长于海拔260米至1,000米的地区，多生于浅水中、稻田中、溪边、稻田边、湖边、沼泽边、溪水中以及沼泽地。
窄叶泽泻是一种多年生草本植物，块茎可高达3厘米。叶子是披针形，可长达50厘米长。花是白色的，在分支穗中生长。